# Cantone di La Mothe-Achard
Il Cantone di La Mothe-Achard era una divisione amministrativa dell'arrondissement di Les Sables-d'Olonne.
È stato soppresso a seguito della riforma complessiva dei cantoni del 2014, che è entrata in vigore con le elezioni dipartimentali del 2015.
Comprendeva i comuni di:
- Beaulieu-sous-la-Roche
- La Chapelle-Achard
- La Chapelle-Hermier
- Le Girouard
- Landeronde
- Martinet
- La Mothe-Achard
- Nieul-le-Dolent
- Sainte-Flaive-des-Loups
- Saint-Georges-de-Pointindoux
- Saint-Julien-des-Landes
- Saint-Mathurin